# 先驅新黨
先驅新黨（日语：／ Shintō Sakigake ?），是1993年至2002年存在的日本政黨。簡稱「先驅」。

## 簡介
1988年，自民黨內的中堅和年輕議員武村正義、田中秀征、鳩山由紀夫為中心，組成黨內改革派系烏托邦政治研究會，以政界淨化、自由主義、政治改革等為訴求。1993年宮澤內閣不信任動議通過，武村等人和羽田孜、小澤一郎的派系協同投了贊成票，武村等10人脫離自民黨建立先驅新黨。
先驅新黨的政治理念是行政、財政全面改革；重視環境保護；「尊憲」，尊重皇室，主張在尊重憲法精神的前提下進行符合時代精神的修憲，但反對修改憲法第9條的和平主義精神；不以政治、軍事大國為目標，而是為世界和平作貢獻，是石橋湛山「小日本主義」的延續。
1993年大選中，先驅新黨和細川護熙領導的日本新黨進行選舉協力。大選後共獲得13個議席，和日本新黨結成「先驅日本新黨」眾院會派；非自民、非共產的細川內閣成立後，先驅新黨成為執政黨之一，黨代表武村入閣，擔任內閣官房長官，被認為是細川首相在內閣中唯一的親信。
但武村和細川的友好關係很快就破裂，武村不滿細川內閣的政策由小澤一郎和市川雄一把持，武村和小澤的對峙使原本政策主張很不相同只是為了反自民而聯合的脆弱內閣時刻面對崩潰的危機。1994年4月細川內閣總辭後，羽田內閣建立，先驅新黨解除和新黨的眾院聯合會派，退出了聯合政府，使羽田內閣成為少數派政府。先驅新黨開始和日本社會黨籌劃新的聯合政府，提出不再局限於非自民、非共產的束縛，建立優先致力於行政、政治、經濟三方面改革的政府。
兩個月後，羽田內閣垮台，自民黨、社會黨、先驅新黨3黨組成大聯合政府，建立自社先連立政權。在村山內閣，武村正義擔任大藏大臣要職，井出正一擔任厚生大臣；在第一次橋本內閣，菅直人擔任厚生大臣，田中秀征擔任經濟企劃廳長官，菅任厚生相期間，積極處理藥害艾滋事件，贏得了很高民望。
不過先驅新黨的存在危機不斷浮現，武村有意和社會黨結成統一會派，但黨內強烈抵觸不得不放棄，武村也因此辭去黨代表。1996年，先驅新黨的鳩山由紀夫和新進黨的船田元打算建立新黨，武村主張先驅新黨全體加入新建立的民主黨，但鳩山堅持只能個人參與，並用「排除的理由」拒絕武村加入民主黨。先驅新黨的鳩山、菅等人加入民主黨後，對先驅新黨造成沉重打擊。
1998年6月，先驅新黨結束和自民黨的聯盟；10月，改黨名「先驅」，但黨勢一直得不到恢復，大部分黨員先後都加入了1998年成立的新民主黨。2001年，先驅最後的地方組織「先驅滋賀」也併入了民主黨，武村加入民主黨。2002年，先驅的最後殘餘組織改黨名「綠之會議」，先驅正式解散。
雖然先驅新黨已不復存在，但先驅是民主黨事實上的母體，鳩山由紀夫、菅直人、前原誠司、玄葉光一郎、枝野幸男、荒井聰、小澤銳仁等民主黨重量級人物都曾是先驅新黨黨員，其中鳩山和菅兩人更先後成為內閣總理大臣。

## 歴代代表列表
| 代             | 代表           | 代表           | 任期                           |
| 常任幹事會代表 | 常任幹事會代表 | 常任幹事會代表 | 常任幹事會代表                 |
| -------------- | -------------- | -------------- | ------------------------------ |
| 1              |                | 武村正義       | 1993年6月18日 - 1996年8月30日  |
| 2              |                | 井出正一       | 1996年8月30日 - 1996年10月22日 |
| 議員團座長     |                |                |                                |
| -              |                | 堂本曉子       | 1996年10月22日 - 1998年5月6日  |
| 常任幹事會代表 |                |                |                                |
| 3              |                | 武村正義       | 1998年5月6日 - 2000年7月3日    |
| 4              |                | 中村敦夫       | 2000年7月3日 - 2002年1月16日   |